# George Clancy
George Clancy (Limerick, Irlanda, 12 de gener de 1977) és un àrbitre internacional de rugby irlandés Ha estat àrbitre a la Copa del Món de Rugbi de 2011 i  2015. Fou l'àrbitre del partit inaugural entre Tonga i els All Blacks en la Copa del Món de Rugbi de 2011.